# Mina de San Vidal
Mina de San Vidal är en ort i Mexiko.   Den ligger i kommunen Maravatío och delstaten Michoacán de Ocampo, i den sydöstra delen av landet, 130 km väster om huvudstaden Mexico City. Mina de San Vidal ligger 2 162 meter över havet och antalet invånare är 170.
Terrängen runt Mina de San Vidal är kuperad åt sydväst, men åt nordost är den platt. Runt Mina de San Vidal är det ganska tätbefolkat, med 96 invånare per kvadratkilometer. Närmaste större samhälle är Maravatío, 15,8 km väster om Mina de San Vidal. I omgivningarna runt Mina de San Vidal växer huvudsakligen savannskog.